# Jan Kodeš
Jan Kodeš (Praga, Txecoslovàquia, 1 de març de 1943) va ser un tennista professional de la República Txeca molt reeixit en els primers anys de la dècada de 1970, especialment sobre terra batuda.
Va acumular un total de nou títols individuals i disset en dobles masculins, però en destaquen tres títols de Grand Slam individuals, dos Roland Garros consecutius (1970, 1971) i un Wimbledon (1973). Aquest darrer títol fou molt controvertit ja que la majoria dels millors tennistes del moment van renunciar a participar al torneig com a protesta per l'exclusió de Nikola Pilić per part de la ITF.

## Torneigs de Grand Slam

### Individual: 5 (3−2)
| Resultat  | Núm. | Any  | Torneig           | Oponents          | Resultat                |
| --------- | ---- | ---- | ----------------- | ----------------- | ----------------------- |
| Guanyador | 1.   | 1970 | Roland Garros     | Željko Franulović | 6−2, 6−4, 6−0           |
| Guanyador | 2.   | 1971 | Roland Garros (2) | Ilie Năstase      | 8−6, 6−2, 2−6, 7−5      |
| Finalista | 1.   | 1971 | US Open           | Stan Smith        | 6−3, 3−6, 2−6, 6−7(3)   |
| Guanyador | 3.   | 1973 | Wimbledon         | Alex Metreveli    | 6−1, 9−8, 6−3           |
| Finalista | 2.   | 1973 | US Open (2)       | John Newcombe     | 4−6, 6−1, 6−4, 2−6, 3−6 |

### Dobles masculins: 1 (0−1)
| Resultat  | Núm. | Any  | Torneig       | Parella      | Oponents                     | Resultat           |
| --------- | ---- | ---- | ------------- | ------------ | ---------------------------- | ------------------ |
| Finalista | 1.   | 1977 | Roland Garros | Wojtek Fibak | Brian Gottfried Raúl Ramírez | 6−7, 6−4, 3−6, 4−6 |

## Carrera esportiva
D'alçada mitjana i contextura física musculosa, Kodes posseïa un joc de fons que s'adaptava millor a les pistes lentes, el que no va impedir que conquerís títols en superfícies ràpides. La seva determinació de joc va ser la seva major virtut així com el seu estat físic, guanyant molts partits en què semblava exhaust lluitant fins al final.
El 1970 va donar el primer cop en guanyar el Torneig de Roland Garros després de derrotar a la final el croat Željko Franulović per un contundent 6-2, 6-4 i 6-0.
El 1975 va liderar el seu país per assolir la final de Copa Davis davant de Suècia a Estocolm. En aquest any va aconseguir un rècord de 7-1 en individuals i 1-2 en dobles. Van derrotar a Tony Roche i John Alexander a semifinals però no van poder davant l'inspirat Björn Borg a les finals, qui li va donar a Suècia els tres punts, inclòs el punt decisiu davant de Kodes.
El 1980 va tenir el seu premi en jugar el dobles de la final de Copa Davis davant de Romania al costat del poderós Ivan Lendl. Després de la seva retirada del tennis, va ser capità de l'equip de Copa Davis entre 1982 i 1987, President de l'Associació de Tennis Xec entre 1994 i 1998 i director de l'ATP de Txecoslovàquia (1987-88).
El 1988 va ser guardonat el Premi ITF pels serveis en el joc, i el 1990 va ser incorporat al Saló Internacional de la Fama del tennis.

## Palmarès

### Individual: 27 (9−18)
| Títols per superfície |
| --------------------- |
| Dura (0−1)            |
| Gespa (1−2)           |
| Terra batuda (6−11)   |
| Moqueta (2−4)         |

| Resultat  | Núm. | Data                   | Torneig                         | Superfície   | Oponent            | Marcador                |
| --------- | ---- | ---------------------- | ------------------------------- | ------------ | ------------------ | ----------------------- |
| Guanyador | 1.   | 6 d'abril de 1970      | St. Petersburg, Estats Units    | Terra batuda | Joaquín Loyo Mayo  | 6−3, 6−3, 6−3           |
| Guanyador | 2.   | 26 de maig de 1970     | Roland Garros, França           | Terra batuda | Željko Franulović  | 6−2, 6−4, 6−0           |
| Finalista | 1.   | 24 de setembre de 1970 | París, França                   | Terra batuda | Ilie Năstase       | 3−6, 6−1, 3−6, 6−8      |
| Finalista | 2.   | 18 de maig de 1970     | Roma, Itàlia                    | Terra batuda | Ilie Năstase       | 3−6, 6−1, 3−6, 6−8      |
| Finalista | 3.   | 1 d'abril de 1971      | Niça, França                    | Terra batuda | Ilie Năstase       | 8−10, 9−11, 1−6         |
| Guanyador | 3.   | 26 d'abril de 1971     | Catania, Itàlia                 | Terra batuda | Georges Goven      | 6−3, 6−0, 6−2           |
| Finalista | 4.   | 10 de maig de 1971     | Roma (2)                        | Terra batuda | Rod Laver          | 5−7, 3−6, 3−6           |
| Guanyador | 4.   | 31 de maig de 1971     | Roland Garros (2)               | Terra batuda | Ilie Năstase       | 8−6, 6−2, 2−6, 7−5      |
| Finalista | 5.   | 1 de setembre de 1971  | US Open, Estats Units           | Gespa        | Stan Smith         | 6−3, 3−6, 2−6, 6−7      |
| Finalista | 6.   | 1 de novembre de 1971  | Estocolm, Suècia                | Dura (i)     | Arthur Ashe        | 1−6, 6−3, 2−6, 6−1, 4−6 |
| Finalista | 7.   | 17 d'abril de 1972     | Niça (2)                        | Terra batuda | Ilie Năstase       | 0−6, 4−6, 3−6           |
| Finalista | 8.   | 24 d'abril de 1972     | Roma (3)                        | Terra batuda | Manuel Orantes     | 6−4, 1−6, 5−7, 2−6      |
| Guanyador | 5.   | 23 d'octubre de 1972   | Barcelona, Espanya              | Terra batuda | Manuel Orantes     | 6−3, 6−2, 6−3           |
| Guanyador | 6.   | 19 de febrer de 1973   | Colònia, Alemanya Occidental    | Moqueta (i)  | Brian Fairlie      | 6−1, 6−3, 6−1           |
| Finalista | 9.   | 2 d'abril de 1973      | Vancouver, Canadà               | Moqueta (i)  | Tom Gorman         | 6−3, 2−6, 5−7           |
| Guanyador | 7.   | 25 de juny de 1973     | Wimbledon, Regne Unit           | Gespa        | Alex Metreveli     | 6−1, 9−8, 6−3           |
| Finalista | 10.  | 27 d'agost de 1973     | US Open (2)                     | Gespa        | John Newcombe      | 4−6, 6−1, 6−4, 2−6, 3−6 |
| Finalista | 11.  | 22 d'octubre de 1973   | Praga, Txecoslovàquia           | Moqueta (i)  | Jiří Hřebec        | 6−4, 1−6, 6−3, 0−6, 5−7 |
| Finalista | 12.  | 1974                   | Acapulco, Mèxic                 | Moqueta (i)  | Tom Okker          | 2−6, 6−7                |
| Finalista | 13.  | 11 de març de 1975     | Hampton, Estats Units           | Moqueta (i)  | Jimmy Connors      | 6−3, 3−6, 0−6           |
| Finalista | 14.  | 26 de maig de 1975     | Düsseldorf, Alemanya Occidental | Terra batuda | Jaime Fillol       | 4−6, 6−1, 0−6, 5−7      |
| Finalista | 15.  | 14 de juliol de 1975   | Kitzbühel, Àustria              | Terra batuda | Adriano Panatta    | 6−2, 2−6, 5−7, 4−6      |
| Guanyador | 8.   | 6 d'octubre de 1975    | Madrid, Espanya                 | Terra batuda | Adriano Panatta    | 6−2, 3−6, 7−6, 6−2      |
| Guanyador | 9.   | 1 de març de 1976      | Basilea, Suïssa                 | Moqueta (i)  | Jiří Hřebec        | 6−4, 6−2, 6−3           |
| Finalista | 16.  | 5 d'abril de 1976      | Niça (3)                        | Terra batuda | Corrado Barazzutti | 2−6, 6−2, 7−5, 6−7, 6−8 |
| Finalista | 17.  | 19 de juliol de 1976   | Kitzbühel (2)                   | Terra batuda | Manuel Orantes     | 6−7, 2−6, 6−7           |
| Finalista | 18.  | 11 de juliol de 1977   | Kitzbühel (3)                   | Terra batuda | Guillermo Vilas    | 7−5, 2−6, 6−4, 3−6, 2−6 |

### Dobles masculins: 43 (17−26)
| Títols per superfície |
| --------------------- |
| Dura (3−5)            |
| Gespa (0−0)           |
| Terra batuda (14−14)  |
| Moqueta (0−7)         |

| Resultat  | Núm. | Data                   | Torneig                         | Superfície   | Parella           | Oponents                            | Marcador                  |
| --------- | ---- | ---------------------- | ------------------------------- | ------------ | ----------------- | ----------------------------------- | ------------------------- |
| Finalista | 1.   | 4 d'agost de 1969      | Hilversum, Països Baixos        | Dura         | Jan Kukal         | Tom Okker Roger Taylor              | 3−6, 2−6, 4−6             |
| Finalista | 2.   | 13 de juliol de 1970   | Båstad, Suècia                  | Terra batuda | Željko Franulović | Dick Crealy Allan Stone             | 2−6, 6−2, 12−12, retirada |
| Finalista | 3.   | 10 d'agost de 1970     | Kitzbühel, Àustria              | Terra batuda | Željko Franulović | John Alexander Phil Dent            | 8−10, 2−6, 4−6            |
| Finalista | 4.   | 12 d'octubre de 1970   | Phoenix, Estats Units           | Dura         | Charlie Pasarell  | Dick Crealy Ray Ruffels             | 6−7, 3−6                  |
| Finalista | 5.   | 9 de novembre de 1970  | Buenos Aires, Argentina         | Terra batuda | Željko Franulović | Bob Carmichael Ray Ruffels          | 5−7, 2−6, 7−5, 7−6, 3−6   |
| Finalista | 6.   | 1 de març de 1971      | Macon, Estats Units             | Moqueta (i)  | Željko Franulović | Clark Graebner Thomaz Koch          | 3−6, 6−7                  |
| Finalista | 7.   | 26 d'abril de 1971     | Catania, Itàlia                 | Terra batuda | Jan Kukal         | Pierre Barthès Francois Jauffret    | 6−7, 6−2, 3−6             |
| Guanyador | 1.   | 16 d'agost de 1971     | Indianapolis, Estats Units      | Terra batuda | Željko Franulović | Clark Graebner Erik van Dillen      | 7−6, 5−7, 6−3             |
| Guanyador | 2.   | 17 d'abril de 1972     | Niça, França                    | Terra batuda | Stan Smith        | Frew McMillan Ilie Năstase          | 6−3, 3−6, 7−5             |
| Guanyador | 3.   | 5 de juny de 1972      | Hamburg, Alemanya Occidental    | Terra batuda | Ilie Năstase      | Bob Hewitt Ion Țiriac               | 4−6, 6−0, 3−6, 6−2, 6−2   |
| Finalista | 8.   | 14 d'agost de 1972     | Mont-real, Canadà               | Terra batuda | Jan Kukal         | Ilie Năstase Ion Țiriac             | 6−7, 3−6                  |
| Guanyador | 4.   | 17 de juliol de 1973   | Los Angeles, Estats Units       | Dura         | Vladimír Zedník   | Jimmy Connors Ilie Năstase          | 6−2, 6−4                  |
| Guanyador | 5.   | 22 d'octubre de 1973   | Praga, Txecoslovàquia           | Dura         | Vladimír Zedník   | Róbert Machán Balázs Taróczy        | 7−6, 7−6                  |
| Guanyador | 6.   | 25 de març de 1974     | Palm Desert, Estats Units       | Dura         | Vladimír Zedník   | Raymond Moore Onny Parun            | 6−4, 6−4                  |
| Guanyador | 7.   | 8 de juliol de 1974    | Düsseldorf, Alemanya Occidental | Terra batuda | Jiří Hřebec       | Kenichi Hirai Toshiro Sakai         | 6−1, 6−4                  |
| Finalista | 9.   | 10 de febrer de 1975   | Salisbury, Estats Units         | Moqueta      | Roger Taylor      | Jimmy Connors Ilie Năstase          | 6−7, 2−6                  |
| Guanyador | 8.   | 5 de maig de 1975      | Múnic, Alemanya Occidental      | Terra batuda | Wojtek Fibak      | Milan Holeček Karl Meiler           | 7−5, 6−3                  |
| Finalista | 10.  | 19 de maig de 1975     | Hamburg                         | Terra batuda | Wojtek Fibak      | Joan Gisbert Manuel Orantes         | 3−6, 6−7                  |
| Guanyador | 9.   | 26 de maig de 1975     | Düsseldorf (2)                  | Terra batuda | François Jauffret | Harald Elschenbroich Hans Kary      | 6−2, 6−3                  |
| Finalista | 11.  | 11 d'agost de 1975     | Mont-real (2)                   | Dura         | Ilie Năstase      | Cliff Drysdale Raymond Moore        | 4−6, 7−5, 6−7             |
| Guanyador | 10.  | 6 d'octubre de 1975    | Madrid, Espanya                 | Terra batuda | Ilie Năstase      | Joan Gisbert Manuel Orantes         | 6−4, 3−6, 9−7             |
| Guanyador | 11.  | 19 de juliol de 1976   | Kitzbühel                       | Terra batuda | Jiří Hřebec       | Jürgen Fassbender H-J. Pohmann      | 6−7, 6−2, 6−4             |
| Finalista | 12.  | 1 de març de 1976      | Basilea, Suïssa                 | Moqueta (i)  | Jiří Hřebec       | Frew McMillan Tom Okker             | 4−6, 7−6, 4−6             |
| Finalista | 13.  | 17 de gener de 1977    | Baltimore, Estats Units         | Moqueta (i)  | Ross Case         | Ion Țiriac Guillermo Vilas          | 3−6, 7−6, 4−6             |
| Guanyador | 12.  | 4 d'abril de 1977      | Montecarlo, Mònaco              | Terra batuda | François Jauffret | Wojtek Fibak Tom Okker              | 2−6, 6−3, 6−2             |
| Finalista | 14.  | 23 de maig de 1977     | Roland Garros, França           | Terra batuda | Wojtek Fibak      | Brian Gottfried Raúl Ramírez        | 6−7, 6−4, 3−6, 4−6        |
| Guanyador | 13.  | 17 d'octubre de 1977   | Barcelona, Espanya              | Terra batuda | Wojtek Fibak      | Bob Hewitt Frew McMillan            | 6−0, 6−4                  |
| Finalista | 15.  | 24 d'octubre de 1977   | Viena, Àustria                  | Moqueta (i)  | Wojtek Fibak      | Bob Hewitt Frew McMillan            | 4−6, 3−6                  |
| Finalista | 16.  | 21 de novembre de 1977 | Oviedo, Espanya                 | Moqueta (i)  | Raúl Ramírez      | Fred McNair Sherwood Stewart        | 3−6, 1−6                  |
| Finalista | 17.  | 12 de febrer de 1978   | Springfield, Estats Units       | Moqueta (i)  | Marty Riessen     | Robert Lutz Stan Smith              | 3−6, 3−6                  |
| Finalista | 18.  | 17 d'abril de 1978     | Niça                            | Terra batuda | Tomáš Šmíd        | Patrice Dominguez François Jauffret | 4−6, 0−6                  |
| Finalista | 19.  | 22 de maig de 1978     | Roma, Itàlia                    | Terra batuda | Tomáš Šmíd        | Víctor Pecci Belus Prajoux          | 7−6, 6−7, 1−6             |
| Guanyador | 14.  | 17 de juliol de 1978   | Stuttgart, Alemanya Occidental  | Terra batuda | Tomáš Šmíd        | Carlos Kirmayr Belus Prajoux        | 6−3, 7−6                  |
| Finalista | 20.  | 25 de setembre de 1978 | Ais de Provença, França         | Terra batuda | Tomáš Šmíd        | Ion Țiriac Guillermo Vilas          | 6−7, 1−6                  |
| Guanyador | 15.  | 9 d'octubre de 1978    | Madrid (2)                      | Terra batuda | Wojtek Fibak      | Pavel Složil Tomáš Šmíd             | 6−7, 6−1, 6−2             |
| Guanyador | 16.  | 14 de maig de 1979     | Hamburg (2)                     | Terra batuda | Tomáš Šmíd        | Mark Edmondson John Marks           | 6−3, 6−1, 7−6             |
| Finalista | 21.  | 23 de juliol de 1979   | Hilversum (2)                   | Terra batuda | Tomáš Šmíd        | Tom Okker Balázs Taróczy            | 1−6, 3−6                  |
| Finalista | 22.  | 6 d'agost de 1979      | Indianapolis                    | Terra batuda | Tomáš Šmíd        | Gene Mayer John McEnroe             | 4−6, 6−7                  |
| Finalista | 23.  | 29 de setembre de 1980 | Madrid                          | Terra batuda | Balázs Taróczy    | Hans Gildemeister Andrés Gómez      | 2−6, 7−6, 3−6             |
| Finalista | 24.  | 27 d'octubre de 1980   | Colònia, Alemanya Occidental    | Dura         | Tomáš Šmíd        | Bernard Mitton Andrew Pattison      | 4−6, 1−6                  |
| Finalista | 25.  | 26 d'octubre de 1981   | Colònia (2)                     | Dura         | Tomáš Šmíd        | Sandy Mayer Frew McMillan           | 0−6, 3−6                  |
| Guanyador | 17.  | 19 de juliol de 1982   | Hilversum                       | Terra batuda | Tomáš Šmíd        | Balázs Taróczy Heinz Günthardt      | 7−6, 6−4                  |
| Finalista | 26.  | 18 de juliol de 1983   | Hilversum (3)                   | Terra batuda | Tomáš Šmíd        | Balázs Taróczy Heinz Günthardt      | 6−3, 2−6, 3−6             |

### Equips: 2 (1−1)
| Resultat  | Núm. | Data                      | Torneig                           | Superfície  | Equip                                      | Oponents                                                           | Marcador |
| --------- | ---- | ------------------------- | --------------------------------- | ----------- | ------------------------------------------ | ------------------------------------------------------------------ | -------- |
| Finalista | 1.   | 19−21 de desembre de 1975 | Copa Davis, Estocolm, Suècia      | Moqueta (i) | Jiří Hřebec Frantisek Pala Vladimir Zednik | Birger Andersson Ove Bengtson Björn Borg Rolf Norberg              | 2−3      |
| Guanyador | 1.   | 5−7 de desembre de 1980   | Copa Davis, Praga, Txecoslovàquia | Moqueta (i) | Ivan Lendl Pavel Složil Tomáš Šmíd         | Corrado Barazzutti Paolo Bertolucci Gianni Ocleppo Adriano Panatta | 4−1      |

## Trajectòria

### Individual
| Open d'Austràlia | A   | A   | A     | A     | A     | A     | A     | A     | A     | A     | A     | A     | A     | A     | A    | A   | 0 / 0     | 0 − 0     |
| Roland Garros | 2R  | 4R  | 1R    | 4R    | G     | G     | QF    | QF    | 4R    | 4R    | 3R    | 4R    | 3R    | 2R    | 2R   | 1R  | 2 / 16    | 43 − 13   |
| Wimbledon | 1R  | 1R  | 1R    | 2R    | 1R    | 1R    | SF    | G     | QF    | 2R    | A     | 1R    | 1R    | 1R    | 2R   | 1R  | 1 / 15    | 19 − 14   |
| US Open | A   | A   | A     | 2R    | A     | F     | 2R    | F     | 4R    | 4R    | QF    | 3R    | A     | 2R    | A    | A   | 0 / 9     | 27 − 9    |
| Tennis Masters Cup | A   | A   | A     | A     | RR    | RR    | RR    | RR    | A     | A     | A     | A     | A     | A     | A    | A   | 0 / 4     | 5 − 12    |
| Total Victòries−Derrotes                                                                                                   | 1−2 | 3−2 | 25−17 | 40−18 | 59−31 | 54−24 | 49−16 | 54−22 | 46−24 | 62−22 | 49−22 | 31−26 | 14−20 | 16−16 | 5−13 | 1−7 | 509 − 288 | 509 − 288 |
| Rànquing a final d'any | −   | −   | −     | −     | −     | −     | −     | 9     | 17    | 19    | 19    | 40    | 90    | 88    | 99   | 221 |           |           |
| Llegenda: G: Guanyador; F: Finalista; SF: Semifinalista; QF: Quarts de final; Q: Qualificació; A: Absent; RR: Round Robin; |     |     |       |       |       |       |       |       |       |       |       |       |       |       |      |     |           |           |

### Dobles masculins
| Open d'Austràlia | A   | A   | A     | A     | A    | A     | A     | A     | A     | A     | A     | A     | A     | A   | A   | 0 / 0     | 0 − 0     |
| Roland Garros | A   | 3R  | 3R    | 3R    | SF   | QF    | 3R    | 3R    | A     | F     | QF    | SF    | 1R    | A   | A   | 0 / 11    | 29 − 11   |
| Wimbledon | 2R  | 2R  | 1R    | 1R    | 3R   | QF    | 3R    | 1R    | A     | 2R    | A     | 3R    | A     | 1R  | 1R  | 0 / 12    | 12 − 12   |
| US Open | A   | 3R  | A     | 1R    | 1R   | 2R    | 1R    | 2R    | 1R    | 1R    | A     | 2R    | A     | A   | A   | 0 / 9     | 5 − 9     |
| Total Victòries−Derrotes                                                                                                   | 5−3 | 9−7 | 25−17 | 17−16 | 18−9 | 22−17 | 27−16 | 40−16 | 27−20 | 40−21 | 39−15 | 31−15 | 15−12 | 3−5 | 5−8 | 326 − 198 | 326 − 198 |
| Rànquing a final d'any | −   | −   | −     | −     | −    | −     | −     | −     | −     | −     | −     | −     | 17    | −   | −   |           |           |
| Llegenda: G: Guanyador; F: Finalista; SF: Semifinalista; QF: Quarts de final; Q: Qualificació; A: Absent; RR: Round Robin; |     |     |       |       |      |       |       |       |       |       |       |       |       |     |     |           |           |